# Ra:IN
Ra:IN（2002-）是日本的硬式搖滾樂團，成軍於2002年夏天。

自2004年開始，除了在日本國內持續進行音樂活動，也積極地向國際發展、受邀前往世界各地演出
（上海、台北、法國巴黎），目前已累積多次成功的海外表演經驗。
2007年9月8日於中國北京市的"MAO"舉行專場（ONEMAN）Live及簽名會。

並於次日2007年9月9日參加中國最大型的音樂活動「北京流行音樂節」（場地：北京朝陽公園）的演出。這是該音樂活動首次邀請日本樂團參加（同時受邀的日本樂團還有RIZE）。

## 成員
- Pata（石塚智昭）- 原Dope HEADz吉他手。現為X JAPAN吉他手。
- Michiaki（鈴木享明）- 原TENSAW、THE TOYS貝斯手。
- Ryuichi(西田竜一)-原Novela、ACTION鼓手。(2014年6月28日宣布加入)
- DIE（乃澤大二郎）- 原hide with Spread Beaver鍵盤手。現為二枚舌成員。（2007年5月19日宣佈加入）
- Tetsu（向山Tetsu）- 原ALPHABETS、原Red Warriors鼓手。為創作女歌手cocco的固定合作班底。(2014年4月17日退出)

註．關於鍵盤手DIE的名稱：原書寫方式為「D.I.E」，自2006年10月起由本人正式改為「DIE」。

## 團名由來
團名「Ra:IN」是由日本傳奇性的貝斯手加部正義（原THE GOLDEN CUPS、PINK CLOUD，現ZokuZokuKazoku）命名。

由英文"Rock and Inspiration"縮減而來。發音同英文"Line"。

## 音樂特色
Ra:IN的音樂最大特徵是在其帶有一些70年代風味的硬式搖滾（Hard Rock），且沒有固定主唱（Vocalless）。

雖然在已發行的兩張專輯當中都有邀請Guest Vocal參與錄製歌曲，但大部份的作品仍是以純演奏為主。

## 發行作品

### 單曲
- 「The Border」2003年4月（註：Live會場限定販賣。封面是吉他手PATA的愛犬"海-Kai"）
- 「Circle/Psychogenic」 2009年（註：2009年歐洲巡迴演唱會限定販賣）

### 專輯
- 「The Line」　2003年11月7日
- 「BEFORE THE SIREN」　2006年3月8日（同年8月24日(不確定)發行台灣版）
- 「METAL BOX」　2008年4月9日發行

### DVD
- 「HARD RAIN & ROCKS LIVE」　2007年9月1日發行

## 活動紀錄
（多數內容與X JAPAN吉他手Pata有重覆或類似，請見諒）
- 2002年夏天　成軍
- 2003年　發行Live會場限定販賣的Maxi單曲「The Border」。
- 2003年11月7日　發表第一張專輯「The Line」。
- 2004年4月　於上海ARK舉行兩天的現場演出。（註：首次海外表演活動）
- 2004年7月31日　受邀參加台灣定期於夏季舉行的大型音樂活動「野台開唱」（風舞台）。
這是Ra:IN（也是PATA）首次於台灣公開表演。
- 2004年8月2日　為野台開唱閉幕後「音樂祭會後Party」的表演團體之一。
於台北市的Live House「THE WALL」演出。
- 2005年5月5日　於法國巴黎的搖滾殿堂「Elysee Montmartre」舉行首次的歐洲現場表演。
當日的演出集結了不少自歐洲各地前來的樂迷。
- 2005年9月9日　參加AT LAST hide Museum Live in Cafe Le PSYENCE
（已故的原X JAPAN吉他手hide紀念館的閉館紀念Live）演出。
- 2006年3月2日　吉他手PATA單獨在台灣進行Ra:IN新專輯宣傳活動，於台北市「海邊的卡夫卡」舉辦簽名會（座談會）。
- 2006年3月8日　發表第二張專輯「BEFORE THE SIREN」。
- 2006年7月29日　吉他手PATA以歌手相川七瀨的巡迴演出吉他手身份二度參加野台開唱（風舞台）。
同台演出的有原Luna Sea鼓手真矢、原MEGADETH吉他手Marty Friedman、DEAD END的貝斯手Crazy Cool Joe、
前hide with Spread Beaver鍵盤手D.I.E.。
- 2006年8月24日　於台北市THE WALL舉行連續兩天（8月24日、25日）的現場表演及簽名會，
並於當日開始發售第二張專輯「BEFORE THE SIREN」的台灣版。
- 2006年8月25日　台北"THE WALL" Live第二天。
參與第二張專輯的鍵盤手D.I.E.連續兩天的表演全程參加。另台灣的歌手阿福兩天皆以特別來賓身份演唱一曲。
- 2007年5月19日　於橫濱7th Avenue演出，並宣佈長期合作的鍵盤手DIE（D.I.E）正式加入、成為Ra:IN的第四位成員。
- 2007年7月27日　「Summer of Love Tour 07」以"千葉LOOK"做為第一站，開始在日本國內展開夏季巡迴演出。
- 2007年8月20日　吉他手PATA發行首張個人吉他教學DVD。
- 2007年9月1日　發行首張Live DVD「HARD RAIN & ROCKS LIVE」。（部份表演會場已先行發售）
- 2007年9月8日　於中國北京市"MAO"舉行專場（ONEMAN）Live。並於表演結束後舉辦週邊販賣和簽售會。
- 2007年9月9日　參加於中國"北京朝陽公園"所舉行的中國最大型音樂活動「北京流行音樂節」，
此乃該音樂活動首次邀請日本樂團參加。（註．同時受邀的日本樂團還有RIZE），Ra:IN當天的出場時間為16:00。
- 2007年9月9日　台灣經紀公司於台北市"操場BAR"舉辦Ra:IN Live DVD的首賣試映會。
- 2008年4月9日　發表第三張專輯「METAL BOX」。
- 2008年4月18日　「METAL BOX Tour 2008」以千葉 Chiba LOOK為起點，展開日本國內巡迴演出。
- 2008年5月3日　參加於味の素スタジアム舉行的「hide memorial summit」。
- 2008年6月13日　「METAL BOX Tour 2008 FINAL」以新宿HOLIDAY做為2008年巡迴演出的最終站。
- 2008年12月27日　於新宿HOLIDAY 舉行"Ra:IN's Rock'n Roll Vaudeville"，為2008年的最後一場公開表演。

## 外部連結
- Ra:IN web (official)
- DIE 公式BLOG（鍵盤手DIE的官方BLOG）（页面存档备份，存于）